# Cantonul Saint-Amand-les-Eaux-Rive droite
Cantonul Saint-Amand-les-Eaux-Rive droite este un canton din arondismentul Valenciennes, departamentul Nord, regiunea Nord-Pas-de-Calais, Franța.

## Comune
- Bruille-Saint-Amand
- Château-l'Abbaye
- Flines-lès-Mortagne
- Hasnon
- Mortagne-du-Nord
- Raismes
- Saint-Amand-les-Eaux (Sint-Amands-aan-de-Skarpe) (parțial, reședință)